# Corwin, Ohio
Corwin là một làng thuộc quận Warren, tiểu bang Ohio, Hoa Kỳ. Năm 2010, dân số của làng này là 421 người.

## Dân số
- Dân số năm 2000: 256 người.
- Dân số năm 2010: 421 người.